# Qualifications de la zone Europe pour la Coupe du monde de rugby à XV 2023
Navigation
Qualifications Coupe du monde 2019 Qualifications Coupe du monde 2027
Les qualifications de la zone Europe pour la Coupe du monde de rugby à XV 2023 se déroulent de 2020 à 2022 et désignent deux équipes européennes qui accompagnent les six équipes du Tournoi des Six Nations, ainsi qu'une équipe européenne participant au tournoi de repêchage qualificatif pour la coupe du monde. Six équipes s'affrontent dans une phase de qualification organisée comme un championnat combinant les résultats du Championship (première division) des championnats d'Europe saisons 2020-2021 et saisons 2021-2022. 
Le premier et le second du classement combiné sont qualifiés à la coupe du monde de rugby 2023 en tant que Europe 1 et Europe 2. Le troisième est qualifié en tant que Europe 3 au tournoi de repêchage inter-continental où il affrontera une équipe américaine, une équipe africaine et une équipe d'Asie-Pacifique.

## Liste des équipes participantes
Les six équipes du Tournoi des Six Nations (Angleterre, Écosse, France, pays de Galles, Irlande et Italie) étant qualifiées du fait de leur performance lors de la Coupe du monde de rugby 2019, les qualifications de la zone Europe regroupent les équipes du Championship (première division) du Championnat d'Europe de rugby à XV. 
La liste des 6 équipes qui se disputent cette phase de qualification est la suivante :
- Espagne : top 5 du Championship 2019-2020;
- Géorgie : top 5 du Championship 2019-2020;
- Portugal : top 5 du Championship 2019-2020;
- Roumanie : top 5 du Championship 2019-2020;
- Russie : top 5 du Championship 2019-2020;
- Pays-Bas : vainqueur du Trophy 2019-2020 et du barrage d'accession au Championship 2020-2021 face à la Belgique.

## Résultats
| Rang | Pays     | J  | V | N | D | Bo | Bd | Pm  | Pe  | Diff | Pts |
| ---- | -------- | -- | - | - | - | -- | -- | --- | --- | ---- | --- |
| 1    | Géorgie  | 10 | 9 | 1 | 0 | 5  | 0  | 325 | 146 | +179 | 44  |
| 2    | Roumanie | 10 | 6 | 0 | 4 | 2  | 2  | 289 | 232 | +57  | 28  |
| 3    | Portugal | 10 | 5 | 1 | 4 | 2  | 2  | 335 | 237 | +98  | 26  |
| 4    | Espagne  | 10 | 6 | 0 | 4 | 3  | 2  | 334 | 244 | +90  | 19  |
| 5    | Russie   | 10 | 2 | 0 | 8 | 1  | 1  | 159 | 217 | -58  | 10  |
| 5    | Pays-Bas | 10 | 1 | 0 | 9 | 0  | 0  | 98  | 464 | -366 | 4   |

|  | Qualifiée pour la Coupe du monde       |
|  | Qualifiée pour le tournoi de repêchage |

À l'issue de la compétition, les équipes qualifiées sont les suivantes: 
- Géorgie : qualifiée pour la Coupe du monde de 2023 en tant que Europe 1;
- Roumanie : qualifiée pour la Coupe du monde de 2023 en tant que Europe 2;
- Portugal : qualifié pour le tournoi de repêchage en tant que Europe 3.

### Décisions disciplinaires

#### Interdiction de compétition de la Russie en réponse à l'invasion de l'Ukraine
La Russie est interdite de compétition en mars 2022 en réaction à l'invasion de l'Ukraine. Pour les 3 derniers matchs de la saison 2021-2022 qu'il lui restait à disputer, elle est désignée perdante sur tapis vert et ses adversaires sont crédités de 4 points au classement.

#### Déduction de points pour l'Espagne pour utilisation d'un joueur non-éligible
Alors qu'elle avait initialement terminée deuxième des qualifications en février 2022, l'Espagne a été pénalisée de 10 points au classement pour l'utilisation d'un joueur non-éligible, le première ligne Sud-Africain Gavin van den Berg entré en jeu lors des deux larges victoires face aux Pays-Bas en 2021 (52-7) et en 2022 (43-0). L'éligibilité du joueur est remise en cause car il semble avoir interrompu sa présence en Espagne pendant plus de 60 jours en rentrant en Afrique du Sud  à l'occasion de la pandémie de Covid-19. Malgré le fait qu'il joue dans une équipe espagnole depuis le début de la saison 2018-2019 (Club Deportivo Aparejadores Rugby Burgos à Burgos, puis Club Alcobendas rugby), cette interruption de séjour à l'été 2020 ne lui permet pas d'afficher 36 mois de présence consécutives sur le sol espagnol. Déjà pénalisé pour la même raison lors des qualifications pour la coupe du monde 2019, l'Espagne assure pourtant avoir fait le nécessaire pour vérifier le cas de chaque joueur et accuse Gavin van den Berg et son club Alcobendas rugby de falsification de passeport. 
Le 28 avril 2022, le comité juridique indépendant de World Rugby inflige 25 000 € d'amende et 10 points de pénalités à l'Espagne qui rétrograde à la quatrième place. Conséquemment, ce sont la Roumanie et le Portugal qui se qualifient respectivement pour la coupe du monde 2023 et pour le tournoi de repêchage. Pointé du doigt, notamment par les joueurs, Alfonso Feijoo, le président de la Fédération espagnole de rugby, déclare son intention de faire appel de la décision et de démissionner à l'issue de la procédure. La décision est confirmée par World Rugby en appel le 27 juin 2022 et Alfonso Feijoo démissionne le 2 juillet suivant.

## Résultats détaillés

### Championnat international d'Europe 2020-2021

#### Classement
| Rang | Nations      | J | V | N | D | Bo | Bd | Pm  | Pe  | Diff | Pts |
| ---- | ------------ | - | - | - | - | -- | -- | --- | --- | ---- | --- |
| 1    | Géorgie (T)  | 5 | 5 | 0 | 0 | 3  | 0  | 153 | 73  | +80  | 24  |
| 2    | Roumanie     | 5 | 3 | 0 | 2 | 1  | 1  | 136 | 104 | +32  | 14  |
| 3    | Portugal     | 5 | 3 | 0 | 2 | 1  | 1  | 196 | 139 | +57  | 14  |
| 4    | Espagne      | 5 | 2 | 0 | 3 | 2  | 2  | 164 | 109 | +55  | 12  |
| 5    | Russie       | 5 | 2 | 0 | 3 | 1  | 0  | 97  | 142 | -45  | 9   |
| 6    | Pays-Bas (P) | 5 | 0 | 0 | 5 | 0  | 0  | 73  | 252 | -179 | 0   |

|  | Vainqueur du Championship 2020-2021 (no 1)   |
|  | P : promu en 2020 • T : tenant du titre 2020 |

#### Tableau des résultats
| Pays     | NED   | ESP   | GEO   | POR   | ROU   | RUS   |
| -------- | ----- | ----- | ----- | ----- | ----- | ----- |
| Pays-Bas |       | 7–52  |       | 28-61 |       | 8-35  |
| Espagne  |       |       | 19-25 |       |       | 49-12 |
| Géorgie  | 48-15 |       |       |       | 28-17 |       |
| Portugal |       | 43-28 | 16-29 |       | 27-28 |       |
| Roumanie | 56-15 | 22-16 |       |       |       |       |
| Russie   |       |       | 6-23  | 26-49 | 18-13 |       |

|  | Victoire à domicile |  | Match nul |  | Défaite à domicile |

### Championnat international d'Europe 2021-2022

#### Classement
| Rang | Nations     | J | V | N | D | Bo | Bd | Pm  | Pe  | Diff | Pts |
| ---- | ----------- | - | - | - | - | -- | -- | --- | --- | ---- | --- |
| 1    | Géorgie (T) | 5 | 4 | 1 | 0 | 2  | 0  | 172 | 73  | +99  | 20  |
| 2    | Espagne     | 5 | 4 | 0 | 1 | 1  | 0  | 170 | 135 | +35  | 17  |
| 3    | Roumanie    | 5 | 3 | 0 | 2 | 1  | 1  | 153 | 128 | +25  | 14  |
| 4    | Portugal    | 5 | 2 | 1 | 2 | 1  | 1  | 139 | 98  | +41  | 12  |
| 5    | Pays-Bas    | 5 | 1 | 0 | 4 | 0  | 0  | 25  | 212 | -187 | 4   |
| 6    | Russie      | 5 | 0 | 0 | 5 | 0  | 1  | 62  | 75  | -13  | 1   |

|  | Vainqueur du Championship 2021-2022 (no 1) |
|  | T : tenant du titre 2021                   |

#### Tableau des résultats
| Pays     | NED    | ESP   | GEO   | POR   | ROU   | RUS    |
| -------- | ------ | ----- | ----- | ----- | ----- | ------ |
| Pays-Bas |        |       | 10-72 |       | 12-38 |        |
| Espagne  | 43-0   |       |       | 33-28 | 38-21 |        |
| Géorgie  |        | 49-15 |       | 25-25 |       | Annulé |
| Portugal | 59-3   |       |       |       |       | Annulé |
| Roumanie |        |       | 23-26 | 37-27 |       | 34-25  |
| Russie   | Annulé | 37-41 |       |       |       |        |

|  | Victoire à domicile |  | Match nul |  | Défaite à domicile |